# Chaetostoma
Chaetostoma Tschudi, 1846 è un genere di pesci di acqua dolce appartenenti alla famiglia Loricariidae ed alla sottofamiglia Ancistrinae provenienti dal Sud America.

## Descrizione
Presentano un corpo compresso sull'addome, una colorazione solitamente mimetica, marrone o grigiastra, e una pinna dorsale molto sviluppata, che talvolta forma una vela. La bocca è una ventosa.

## Tassonomia
In questo genere sono riconosciute 46 specie:

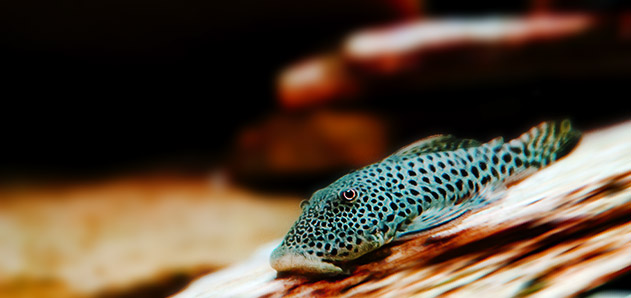
Chaetostoma sp.

- Chaetostoma aburrensis
- Chaetostoma aequinoctiale
- Chaetostoma alternifasciatum
- Chaetostoma anale
- Chaetostoma anomalum
- Chaetostoma branickii
- Chaetostoma breve
- Chaetostoma brevilabiatum
- Chaetostoma changae
- Chaetostoma daidalmatos
- Chaetostoma dermorhynchum
- Chaetostoma dorsale
- Chaetostoma dupouii
- Chaetostoma fischeri
- Chaetostoma formosae
- Chaetostoma greeni
- Chaetostoma guairense
- Chaetostoma jegui
- Chaetostoma lepturum
- Chaetostoma leucomelas
- Chaetostoma lineopunctatum
- Chaetostoma loborhynchos
- Chaetostoma machiquense
- Chaetostoma marcapatae
- Chaetostoma marginatum
- Chaetostoma marmorescens
- Chaetostoma microps
- Chaetostoma milesi
- Chaetostoma mollinasum
- Chaetostoma niveum
- Chaetostoma nudirostre
- Chaetostoma palmeri
- Chaetostoma patiae
- Chaetostoma paucispinis
- Chaetostoma pearsei
- Chaetostoma sericeum
- Chaetostoma spinosus
- Chaetostoma sovichthys
- Chaetostoma stannii
- Chaetostoma stroumpoulos
- Chaetostoma tachiraense
- Chaetostoma taczanowskii
- Chaetostoma thomsoni
- Chaetostoma vagum
- Chaetostoma vasquezi
- Chaetostoma venezuelae
- Chaetostoma yurubiense